# Ибрагимов, Алиджан Рахманович
Aлижа́н (Алиджа́н) Рахма́нович Ибраги́мов (5 июня 1953, Маргилан, Узбекская ССР — 3 февраля 2021) — один из крупнейших казахстанских предпринимателей. Один из владельцев Eurasian Resources Group (ERG), в которой владеет 20,7 % компании. Бывший президент АО Евразийский банк.

## Биография
Родился 5 июня 1953 года в городе Маргилан Ферганской области Узбекской ССР. По происхождению Уйгур
Переехал в Киргизию в город Токмак
- в 1969 году начал трудовую деятельность рабочим Чуйской райзаготконторы.[5]
- С 1970 по 1974 гг. — учёба в Московской ветеринарной Академии.[5]
- Окончил Московский институт управления им. С. Орджоникидзе.
- Работал представителем ТОО «Kazakhstan Mineral Resources Corporation Investment».
- Генеральный директор ТОО «ПФК „Кара-Тас-АА“».
- 1974—1989 — работал в «Центросоюзе», гор. Токмак, Киргизской ССР.
- С 1989 года — начало бизнеса в Казахстане.
- 1989—1991 гг. — генеральный директор Коммерческого Центра МАД «Невада — Семипалатинск».
- 1991—1994 гг. — был генеральным директором и председателем правления, президентом АО «Невада-Семей».
- 1994—1998 гг. — председатель совета директоров АО Евразийский банк.
- С сентября 1998 г. он член совета директоров АО «Евразийский банк».
- 2001—2007 — член президиума Евразийской промышленной ассоциации.
- 2002 президент АО ТНК «Казхром».
- 2004 председатель совета директоров АО ТНК «Казхром».
- На 2005 — член совета директоров АО «Алюминий Казахстана»
- На 2009 — член совета директоров АО «Евразийский банк».

Партнер Александра Машкевича и Патоха Шодиева с 1992 года.
- Совладелец компании «Eurasian National Resources Corporation» (ENRC) (на 13 июля 2009 владеет около 14,59 %).[6]
- Совладелец Eurasian Resources Group (ERG).

### Семья
Жена — Мукадасхон; шестеро детей:
- сыновья — Достан, Даврон, Шухрат, Фурхат[7].

Братья — Эргаш, Юлдаш

## Состояние
По версии журнала Forbes в 2016 году его личное состояние оценивается в $1,8 млрд (№ 1198 в мире и № 4 в Казахстане).

### Активы
По версии журнала Forbes в марте 2018 года личное состояние Алиджана Ибрагимова оценивается в 2,3 млрд долларов.
В 2007 году он получил прибыль от своих предприятий в размере 800 миллионов долларов. «На 418-м месте расположился 58-летний Алиджан Ибрагимов с состоянием в 2,8 миллиарда долларов» в 2012 г. по версии журнала Forbes.
По состоянию на октябрь 2020 года стоимость активов Алиджана Ибрагимова составляет $900 млн, делая его четвертым самым богатым человеком Республики Казахстан по версии Forbes.

## Награды
- Орден Курмет (2004)
- Орден «Барыс» 3 степени (2010)[11]
- Звезда Содружества (2008) — за укрепление взаимовыгодного сотрудничества в сфере экономики[12].
- Медаль «Халық алғысы» (24 июня 2020 года) — за значительный вклад в борьбу с пандемией Covid-19[13].